# Jorman Aguilar
Jorman Israel Aguilar Bustamante (Ciudad de Panamá, Panamá; 11 de septiembre de 1994) es un futbolista panameño que juega como delantero en el San Antonio Bulo Bulo de la Primera División de Bolivia.

## Carrera
Aguilar comenzó su carrera en las categorías inferiores del Río Abajo FC de Panamá. En 2011 debutó en el equipo profesional y ha sido uno de los jugadores que la prensa más ha destacado desde entonces. Con el Río Abajo FC logró un título de LNA Apertura 2011. En julio de 2011, se informó que el Manchester United de la Premier League estaba interesados en adquirir a Aguilar, también equipos en México estaban interesados en él luego del gran desempeño en la Copa Mundial de Fútbol Sub-17 de 2011 sin embargo esto no ocurrió. 

### Parma FC
El 1 de marzo de 2013 se confirma el fichaje de Jorman Aguilar por el Parma Football Club para jugar en la Serie A (Italia) ficha por 4 años luego fue cedido al ND Gorica del fútbol esloveno, vio pocos minutos debido a una lesión que sufrió en el esguince de tobillo del pie izquierdo y una trama de ligamentos, en el que solo pudo disputar un partido de liga y dos de copa debido a una lesión en el tobillo, lo que lo alejó de las canchas. Jugó al lado del futbolista italo-peruano Gianluca Lapadula.
Luego un nuevo destino se le presentaba al delantero panameño Jorman Aguilar en el NK Istra 1961 club de primera división del fútbol de Croacia, en el que solo tuvo por seis meses.
En 2014 ficha por el Olhanense de la segunda división del Portugal.
Luego regresa a la Liga Panameña de Fútbol con el Club Atlético Independiente de La Chorrera y luego con Tauro F.C.
Finalmente en 2016 regresa a Portugal al Olhanense de la segunda división del Portugal, en donde ha vuelto a brillar demostrando por qué es el llamado a ser una de las promesas del Fútbol Panameño.
A pesar del descenso de su club Olhanense. Jorman fue uno los goleadores en la liga, lo que llamo el interés de varios equipos. 
El 13 de junio de 2017 se concreta su fichaje por Estoril Praia de la Liga NOS

El 18 de enero fue oficializado como nuevo jugador del Sport Boys del Callao, uno de los equipos más tradicionales del fútbol peruano. Sin embargo, solo duró un semestre, logrando anotar un gol. El 9 de junio es oficial su salida del cuadro rosado.

## Selección nacional
Debutó con la selección de fútbol de Panamá el 27 de marzo de 2015 en un partido amistoso contra la selección de fútbol de Trinidad y Tobago, en la victoria 0-1 en Puerto España. En categorías juveniles, integró el plantel de la selección de Panamá sub-17 en la disputó la Copa Mundial de Fútbol Sub-17 de 2011. Actualmente juega para el Club Atlético Independiente de La Chorrera de la Primera División de Panamá.

### Selecciones menores
| Copa                      | Sede           | Resultado        | Partidos | Goles |
| ------------------------- | -------------- | ---------------- | -------- | ----- |
| Campeonato Sub-17 2011    | Jamaica        | Tercer lugar     | 7        | 0     |
| Copa Mundial Sub-17 2011  | México         | Octavos de final | 4        | 2     |
| Campeonato Sub-20 2013    | México         | Cuartos de final | 1        | 0     |
| Juegos Panamericanos 2015 | Canadá         | Cuarto lugar     | 5        | 3     |
| Preolímpico 2015          | Estados Unidos | Fase de grupos   | 2        | 0     |
| Juegos Panamericanos 2019 | Perú           | Quinto Lugar     | 4        | 2     |

### Selección absoluta
| Copa          | Sede           | Resultado      | Partidos | Goles |
| ------------- | -------------- | -------------- | -------- | ----- |
| Copa Oro 2021 | Estados Unidos | Fase de grupos | 1        | 0     |

### Goles internacionales
| Goles internacionales | Goles internacionales | Goles internacionales             | Goles internacionales | Goles internacionales | Goles internacionales | Goles internacionales     |
| Núm.                  | Fecha                 | Lugar                             | Rival                 | Gol                   | Resultado             | Competición               |
| --------------------- | --------------------- | --------------------------------- | --------------------- | --------------------- | --------------------- | ------------------------- |
| 1                     | 6 de junio de 2021    | Estadio Rod Carew, Panamá, Panamá | Anguila               | 0-3                   | 0-13                  | Eliminatoria Mundial 2022 |

## Clubes
| Club                     | País          | Año           |
| ------------------------ | ------------- | ------------- |
| Río Abajo FC             | Panamá        | 2011-2012     |
| Parma Football Club      | Italia        | 2012          |
| ND Gorica                | Eslovenia     | 2013          |
| NK Istra 1961            | Croacia       | 2014          |
| Sporting Clube Olhanense | Portugal      | 2014          |
| CA Independiente         | Panamá        | 2015          |
| Tauro FC                 | Panamá        | 2015-2016     |
| Sporting Clube Olhanense | Portugal      | 2016-2017     |
| Estoril Praia            | Portugal      | 2017-2018     |
| CA Independiente         | Panamá        | 2018-2019     |
| AD San Carlos            | Costa Rica    | 2020          |
| Sport Boys               | Perú          | 2021          |
| AD San Carlos            | Costa Rica    | 2021-2022     |
| Bucheon FC               | Corea del Sur | 2022          |
| Zamora FC                | Venezuela     | 2023          |
| CA Independiente         | Panamá        | 2023          |
| Comunicaciones FC        | Guatemala     | 2023-2024     |
| CA Independiente         | Panamá        | 2024          |
| San Antonio Bulo Bulo    | Bolivia       | 2025-presente |

## Títulos

### Campeonatos nacionales
| Título                     | Club                        | País      | Año    |
| -------------------------- | --------------------------- | --------- | ------ |
| LNA Apertura 2011          | Río Abajo FC                | Panamá    | 2011   |
| Copa de Eslovenia          | ND Gorica                   | Eslovenia | 2014   |
| Liga Panameña de Fútbol    | Club Atlético Independiente | Panamá    | 2019-C |
| Liga Nacional de Guatemala | Comunicaciones FC           | Guatemala | 2023-A |